# Гран-при Ругаланна

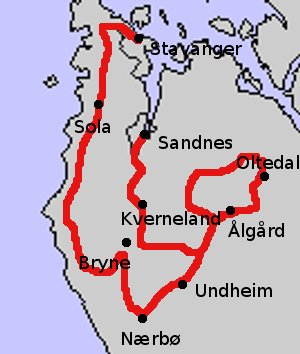
Маршрут 2008 и 2009 годов

Гран-при Ругаланна (фр. Rogaland Grand Prix) — шоссейная однодневная велогонка проходившая с 2008 по 2012 год по дорогам норвежской губернии Ругаланн.
Маршрут пролегал между городами Саннес и Ставангер. Входила в календарь UCI Europe Tour  с категорией 1.2. С 2013 года преобразована в многодневную гонку Тур Фьордов который охватывал большую часть Западной Норвегии, включающую и Ставангер.

## Призёры
| Год  | Победитель       | Второй              | Третий          |
| ---- | ---------------- | ------------------- | --------------- |
| 2008 | Микаэль Тронборг | Александер Кристофф | Алекс Расмуссен |
| 2009 | Хавард Нибо      | Рикке Диксхоорн     | Свен Эрик Волд  |
| 2010 | Виталий Попков   | Никола Аиструп      | Майкл Хепбёрн   |
| 2011 | Фредерик Вилманн | Магнус Борресен     | Даниэль Фодер   |
| 2012 | Антонио Пьедра   | Саймон Кларк        | Сеп Ванмарке    |